# Apșa de Sus, Rahău
Apșa de Sus (în ucraineană Верхнє Водяне, transliterat: Verhnie Vodeane, în maghiară Felsőapsa) este localitatea de reședință a comunei Apșa de Sus din raionul Rahău, regiunea Transcarpatia, Ucraina. Conform recensământului din 2001, în localitate trăiau 25 de români.

## Istoric
Satul a fost menționat pentru prima dată într-un document din 1406 cu numele Superior Apcha. Așezarea a aparținut familiei Jakch de Coșeiu până în ultimele decenii ale anilor 1300. În 1387, regele Sigismund a dat satul lui János Máramarosi, fiul lui Szász.
După 1429, a fost proprietatea nobililor români locali, și în anii următori a fost proprietatea mai multor familii nobiliare maghiare, precum familia Pogány, Brodarics, Pernyeszi.
În 1881, dintre cei 1.912 de locuitori, 1.565 erau etnici ruteni, 303 germani, 3 români și 36 din alte etnii.
În 1910, populația satului se ridica la 4.671 locuitori, dintre care 3.594 erau români, 1027 germani și 50 maghiari.

## Demografie
Componența lingvistică a localității Apșa de Sus
     Ucraineană (98,52%)
     Alte limbi (1,35%)
Conform recensământului din 2001, majoritatea populației localității Apșa de Sus era vorbitoare de ucraineană (98,52%), existând în minoritate și vorbitori de alte limbi.